# 羽柴麻央
羽柴麻央（9月23日—）是日本漫畫家，出生於秋田縣。天秤座Ｂ型，興趣主要為讀書。

## 簡歷
- 1992年、以「化為話語的勇氣（言葉にする勇気）」一作出道。主要活躍於『別冊Margaret』『DX Margaret』（集英社）等漫畫雜誌連載。
- 作品多為短篇漫畫，並會在角落下簽名和作品No.的字樣，不過2004年「眼臉（マブタノヒト）」以後的作品已漸漸看不到編記。

## 台灣已出版單行本
台灣東立出版 
- 春天花開（ハルニ咲ク）全一冊

1999年日本初版，2005年台灣代理　ISBN 9789861154732

- 仲夏夜迷夢（真夏ノ夢ノ住人）全一冊

1999年日本初版，2005年台灣代理　ISBN 9789861154749
- 仲夏夜迷夢（真夏ノ夢ノ住人）
- 害羞寶貝（ベイビー・ベイビー）
- 在某天的晴朗天空下（アルヒ、ハレノヒ）
- 藍色高空（青く青く高く）

- 令人感傷的相本（センチメンタルバム）全一冊

2000年日本初版，2003年台灣代理　ISBN 9789861122380
- 令人感傷的相本（センチメンタルバム）
- 私小說（私小説）

- 呼聲的去向（この声の行方）全一冊

2001年日本初版，2004年台灣代理　ISBN 9789861140964
- 呼聲的去向（この声の行方）
- 無聊的每一天（徒然な日々）
- 初戀的記號（若葉マーク）

- 當月亮遇到太陽（月と太陽が出逢う日）全一冊

2001年日本初版，2003年台灣代理　ISBN 9789861118949
- 當月亮遇到太陽（月と太陽が出逢う日）
- 告白物語（告白物語）
- 銀蓮花（アネモネ）

- 等待春天的人（春を待つ人）全一冊

2002年日本初版，2004年台灣代理　ISBN 9789861142050
- 等待春天的人（春を待つ人）
- 夏之戀（ひとなつの恋）
- Grapefruit Moon（Grapefruit Moon）

- 今天，我很好（私日和）全三冊

- 第1巻
2009年日本初版，2011年台灣代理　ISBN 9789861073392

第2巻
2010年日本初版，2011年台灣代理　ISBN 9789861073408

第3巻
2011年日本初版，2012年台灣代理　ISBN 9789861086255
  - Tell me why（Tell me why）
  - 給阿行的信（ユキちゃんへの手紙）
  - 心搖擺（たまゆらゆらゆら）
  - 遠行

- 藍夜的等待 - 羽柴麻央選集（宵待ちブルー 羽柴麻央選集）全一冊

2010年日本初版，2011年台灣代理　ISBN 9789861085647
- 永恆的樂園（ネバーランド）
- 眼瞼
- 藍夜的等待（宵待ちブルー）
- 幻聽
- 光的主題（光のテーマ）

## 來源
1. ↑  別冊マーガレット｜作家プロフィール｜ハ行 的存檔，存档日期2015-06-27.
2. ↑  .   [2012-09-04]. （原始内容存档于2016-03-04）.